# Krka-Höhle
Die Krka Höhle (slowenisch Krška jama) ist eine horizontale Karsthöhle und eine periodische Quelle der Krka in Suha kajina, Slowenien. Sie liegt auf dem Gebiet der Gemeinde Ivančna Gorica in einem Blindtal zwischen den Ortschaften Trebnja Gorica im Osten und Gradiček im Westen, nördlich der Ortschaft Krka. Das Wasser der Höhle stammt aus dem Karstgebiet Račna, südlich der Stadt Grosuplje und erscheint ein paar Meter unterhalb des Haupteingangs der Höhle als Karstquelle. Die Höhle ist sowohl archäologisch, als auch historisch bedeutsam und beherbergt eine große Artenvielfalt. Touristengruppen können die Höhle mit einem Führer besichtigen, doch die Höhle wird auch als Veranstaltungsort genutzt.

## Beschreibung

### Eingänge
Der Haupteingang liegt an der Südseite der Höhle und ist mit einem Gitter gesichert. Steinstufen führen hinab zum Quellsee der Krka. Aufgrund der häufigen Überschwemmungen des landwirtschaftlich genutzten Račna-Karstgebiet wurde die Höhle 1937 mit Sprengstoff erweitert, um den Abfluss des Wassers zu erleichtern. Bei starken Niederschlägen fließt die Krka auch durch den Eingang und bildet einen reißenden Wasserfall über die Stufen vor der Höhle. In der Wand neben dem Haupteingang befindet sich ein kleiner Seiteneingang.

### Höhle
Der trockene Teil der Höhle hat eine Länge von 210 m und eine Breite von 30 m. Der zentrale Teil dient als Abfluss bei starken Niederschlägen. Am Ende des trockenen Abschnitts befindet sich ein 30 m langer Siphon, der in das weitere Höhlensystem führt. Die Gesamtlänge des erforschten Teils beträgt 490 m. Versinterungen in der Höhle gibt es wenige, da viele durch Erdbeben oder Vandalismus zerstört wurden. Deshalb ist die Höhle seit 1995 verschlossen und nur noch mit der Anwesenheit eines Höhlenführers begehbar. Tropfsteine sind selten; die Decke besteht aus verschiedenen Steinschichten und Resten von Sinter. Einige Pareidolien können entdeckt werden.

### Biodiversität
Die Krka Höhle beheimatet über 30 Tierarten, darunter Fledermäuse und Grottenolme. Im 19. Jahrhundert entdeckte der Schriftsteller Fran Erjavec einen bis dahin unbekannten Käfer in der Höhle. Das Krustentier Typhlocypris cavicola ist in dieser Höhle endemisch.

## Geschichte
1956 wurde Keramik der Lengyel-Kultur in der Höhle gefunden, was darauf schließen lässt, dass die Höhle bereits in der Jungsteinzeit besucht wurde. Im 15. und 16. Jahrhundert versteckten sich die Einheimischen während der Türkenkriege in der Höhle, wie in der Geschichte Jurij Kozjak (1864) des slowenischen Autors Josip Jurčič beschrieben wird. Im 17. Jahrhundert besuchte der Topograph Johann Weichard von Valvasor die Höhle. 1887 wurde sie zum ersten Mal von Jan Vladimír Hráský vermessen. Seit 1927 ist sie im slowenischen Höhlenkataster mit der Nummer 74 eingetragen. Heute wird die Höhle gelegentlich als Veranstaltungsort für Konzerte von bekannten slowenischen und kroatischen Musikern genutzt, wie zum Beispiel Siddharta (2008), oder Zlatan Stipišić Gibonni (2010).